# Elyana
Erneelya Elyana binti Emrizal, född 5 juli 1987, Shah Alam, Selangor, Malaysia, är en malaysisk sångerska och skådespelerska. Hon började sin karriär inom underhållning när hon var 14 år gammal. Under hela sin musikaliska karriär har Elyana publicerat 4 studioalbum, 2 samlingsalbum och har spelat in mer än 40 låtar.

## Diskografi

### Studioalbum
- Satu (2002)
- Segalanya (2003)
- Bicara Mata Ini (2005)
- Jadi Diriku (2007)

### Samlingsalbum
- Terbaik... Elyana (2012)

## Referens
1. ↑  Suzan Ahmad (4 september 2001). ”Elyana bakal menggugat”. Berita Harian. https://www.klik.com.my/item/story/2018060/elyana-bakal-menggugat. Läst 2 augusti 2024.
2. ↑  Dennis Chua (25 april 2019). ”#Showbiz: Being Elyana”. New Straits Times. https://www.nst.com.my/lifestyle/groove/2019/04/483050/showbiz-being-elyana. Läst 2 augusti 2024.